# Sigo siendo (Kachkaniraqmi)
Sigo siendo (Kachkaniraqmi) es un largometraje documental dirigido por Javier Corcuera Andrino y rodada en 2012 en diversos lugares del Perú retratando las historias de músicos populares de las tres regiones naturales peruanas y las relaciones entre ellos, así como el retorno de los personajes a sus lugares de origen donde sus primeras melodías fueron compuestas.

## Historia
La película fue titulada "Los sonidos profundos", pero finalmente se cambió el nombre por Kachkaniraqmi, expresión en quechua que significa “sigo siendo, aún soy” en homenaje a José María Arguedas, escritor peruano, quien fue de inspiración para el desarrollo del largometraje documental. Se estrenó el 22 de agosto de 2013.
El filme ganó el Premio del jurado al Mejor Documental en el 17° Festival de Cine de Lima.

## Reparto
- Amelia Panduro
- César Calderón
- Jaime Guardia
- Máximo Damián
- Raúl García Zárate
- Chimango Lares
- Félix Quispe "Duco"
- Magaly Solier
- Carlos Hayre
- Sara Van
- Rosa Guzmán
- José Izquierdo
- Manuel Vásquez
- Susana Baca
- Laurita Pacheco
- Sila Yllanes
- Consuelo Jerí
- Danzaq "Palomita"
- Danzaq Chuspicha
- Victoria Villalobos
- Familia Ballumbrosio

## Premios y nominaciones
| Año  | Premio                                       | Categoría                                                        | Nominado                          | Resultado |
| ---- | -------------------------------------------- | ---------------------------------------------------------------- | --------------------------------- | --------- |
| 2013 | 17° Festival de Cine de Lima                 | Premio del jurado al Mejor Documental                            | Javier Corcuera                   | Ganador   |
| 2013 | Premios Luces de El Comercio                 | Mejor película                                                   | Javier Corcuera                   | Nominado  |
| 2013 | Festival Cine las Américas                   | Premio del público                                               | Javier Corcuera                   | Ganador   |
| 2014 | Premios Platino de 2014                      | Mejor Película Documental                                        | Javier Corcuera                   | Nominado  |
| 2014 | Encuentro mundial de Cine                    | Mejor documental                                                 | Javier Corcuera                   | Ganador   |
| 2014 | Clam Festival de Cine Solidario de Navarcles | Premio del jurado                                                | Javier Corcuera                   | Ganador   |
| 2014 | Festival Internacional de la Luz             | Mejor director de fotografía                                     | Jordi Abusada                     | Ganador   |
| 2014 | Cine a Contracorriente                       | Premio Raíces                                                    | Javier Corcuera                   | Ganador   |
| 2014 | Ventana Andina                               | Mejor película y mejor fotografía                                | Javier Corcuera y Jordi Abusada   | Ganador   |
| 2014 | Festival de Cine al Pasto                    | Mejor documental                                                 | Javier Corcuera                   | Ganador   |
| 2014 | Festival Internacional de Cine de Caracas    | Mejor documental                                                 | Javier Corcuera                   | Ganador   |
| 2014 | Festival de Cine Tres Fronteras              | Mejor banda sonora y Mejor fotografía                            | Chano Díaz Limaco y Jordi Abusada | Ganador   |
| 2014 | Festival de Cine Migrante                    | Mejor documental                                                 | Javier Corcuera                   | Ganador   |
| 2014 | Overlook Film Festival                       | Mention to the Best Technical-artistic contribution to the music | Javier Corcuera                   | Ganador   |
| 2014 | Pachamama Cinema de Fronteira Film Festival  | Mejor película                                                   | Javier Corcuera                   | Ganador   |
| 2015 | DOKer Moscow Documentary Film Festival       | Mejor edición                                                    | Javier Corcuera                   | Ganador   |